# Anneaux de la Terre
Ne doit pas être confondu avec Anneau de la Terre.

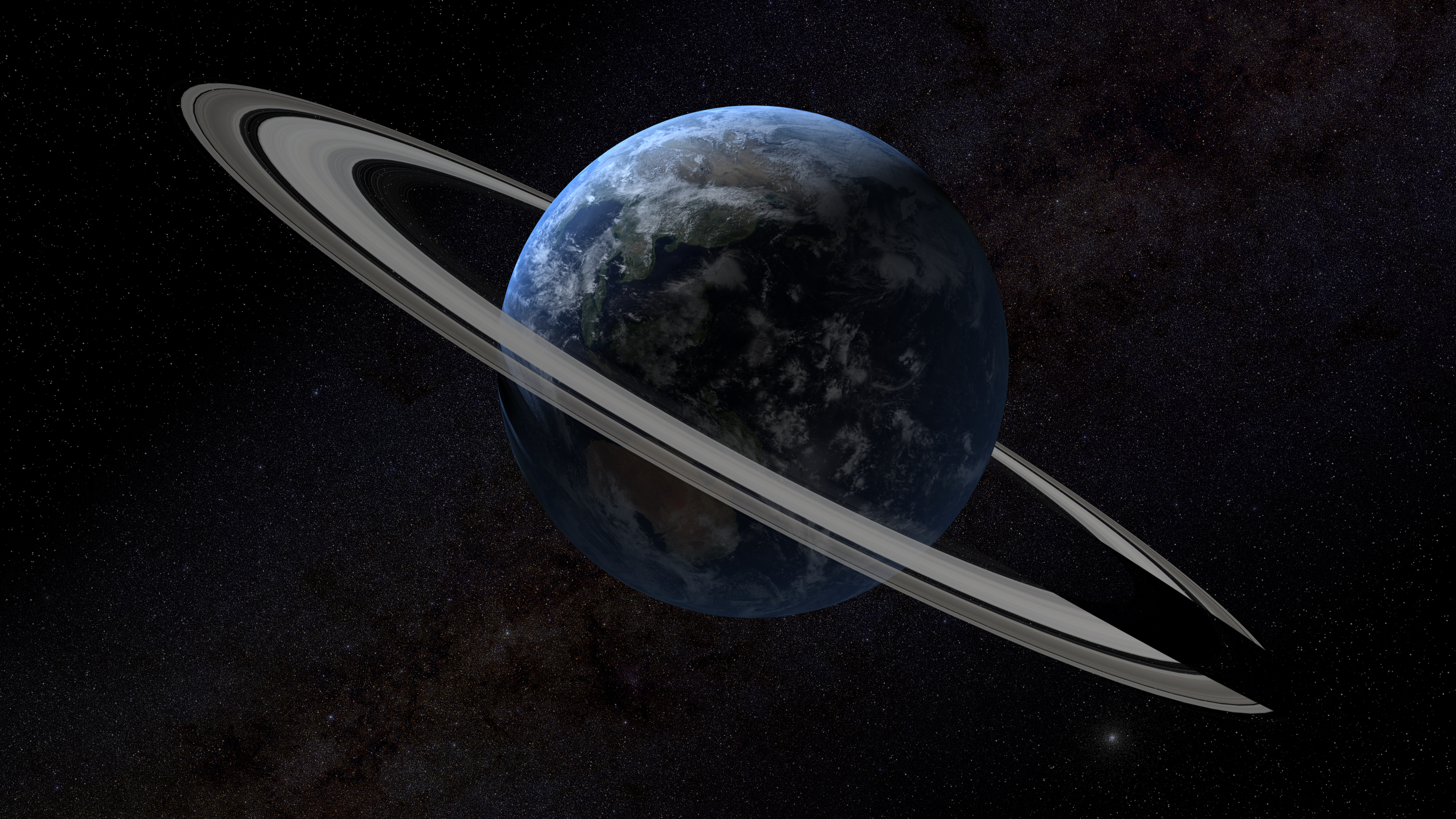
Représentation artistique des anneaux.

Les anneaux de la Terre sont un ensemble d'anneaux planétaires qui auraient entouré la Terre au cours de la période ordovicienne. Ces anneaux pourraient s'être formés lors du pic d'impact de l'Ordovicien (en) il y a environ 466 millions d'années,,.

## Contexte
La période ordovicienne est la période et le système géologique dans lesquels se trouvait la Terre lorsque les anneaux sont censés s'être formés. L'Ordovicien s'est étendu de 485,4 millions d'années à 443,8 millions d'années. Au cours de cette période, un événement connu sous le nom d'événement météorique ordovicien s'est produit, lorsqu'un niveau élevé de météorites de type L a frappé la Terre. Les météorites pourraient avoir été causées par un grand corps parent de 150 km de diamètre.

## Histoire

### Formation
On pense que le corps parent qui a produit les météorites à chondrite L a dépassé la limite de Roche de la Terre, ce qui a entraîné la déchirure du corps et la dispersion de ses débris, ce qui a finalement conduit à la formation d'un anneau de débris,.

### Post-formation
On estime que les anneaux étaient présents il y a environ 466 millions d'années,. La glaciation hirnantienne pourrait être le résultat direct du fait que les anneaux empêchaient la lumière d'atteindre la Terre, et les anneaux pourraient avoir existé pendant 40 millions d'années.

## Découverte
Les anneaux sont proposés pour la première fois à la suite de la découverte de vingt et un cratères d'impact le long de l'équateur terrestre,. Andrew G. Tomkins, Erin L. Martin et Peter A. Cawood, travaillant avec l'Université Monash, publient une étude en septembre 2024 qui suggère l'existence des anneaux.